# Дионски големи бани
Големите бани (на гръцки: Μεγάλες θέρμες) е археологически обект, комплекс бани, разположен в античния македонски град Дион, Гърция. Баните са център на обществения живот в Дион.

## Архитектура
Комплексът е организиран около широк атриум в центъра и е построен в последните десетилетия на II век. Разположени на защитено от северните ветрове място вляво от южния вход на града и свързана с главната улица на града, баните осигуряват възможност за приятно прекарване на свободното време на гражданите. По протежение на главната улица комплексът на баните има магазини, работилници и обществени тоалетни. От главната улица през ниско стълбище се стига до двора и през него до входната зала на главната сграда, като вдясно остава свързаният с комплекса одеон. В широката входна зала са открити красиви подови мозайки и е имало изложени бюстове на видни местни мъже като откритият бюст на философа Херениан. Южно от входа е съблекалнята и стаите с хладки и горещи басейни. На запад от голямата зала е големият, украсен със статуи басейн за студената вода. В сградата има и помещения за масаж. Северното крило, украсено с мозаечни подове и мраморни колони, е за почивка и за социално общуване с другите граждани. Може би е било предназначено и за театрални представления. Източната стая на това крило е посветена на бог Асклепий, тъй като в него са открити мраморни статуи от цикъла на божеството - изложени в Дионския археологически музей: Асклепий, жена му Епионе, синовете му Махаон и Подалирий и дъщерите му Хигия, Аглая, Панацея, Акесо и Ясо. Тази група скулптури е изработена в неоатическо ателие в края на II век на базата на прототипи от IV век пр.н.е.
Под сградата е разкрита сложна мрежа за водоснабдяване и канализация, както и специална хипокаустна система върху къси квадратни колони.
Красивите подови мозайки в морско синьо, мраморните инкрустации по подовете, и статуите на хора, богове и нимфи, разположени в декоративни ниши, придавали на баните изключително луксозен вид.
Баните се използват до края на III век, когато са разрушени от мощно земетресение.
- Подови мозайки от Големите бани

- Скулптури от Големите бани
- Бюст на философа Херениан, началото на III век сл. Хр.
- Портрет на мъж, началото на III век
- Статуя на Дионисий от фригидариума
- Глава на жена от семейството на Асклепий, II век